# 中谷猛
中谷 猛（なかたに たけし、1935年 - ）は、日本の政治学者。専門は、フランス政治思想。立命館大学名誉教授。

## 略歴
京都市生まれ。同志社大学文学部卒業（1961年）。同大学院文学研究科修士課程、法学研究科博士課程修了。長崎総合科学大学、立命館大学で教鞭をとる。

## 著書

### 単著
- 『トクヴィルとデモクラシー』（御茶の水書房, 1974年）
- 『フランス市民社会の政治思想――アレクシス・ド・トクヴィルの政治思想を中心に』（法律文化社, 1981年）
- 『近代フランスの思想と行動』（法律文化社, 1988年）
- 『近代フランスの自由とナショナリズム』（法律文化社, 1996年）

### 共著
- （池田誠・福井英雄・菊井禮次・安藤次男）『現代政治学』（法律文化社, 1979年／改訂版, 1984年）
- （中谷真憲）『市民社会と市場のはざま――公共理念の再生に向けて』（晃洋書房, 2004年）

### 編著
- 『政治思想と平和』（昭和堂, 1988年）

### 共編著
- （足立幸男）『概説西洋政治思想史』（ミネルヴァ書房, 1994年）
- （川上勉・高橋秀寿）『ナショナル・アイデンティティ論の現在――現代世界を読み解くために』（晃洋書房, 2003年）

### 訳書
- ミシェル・ヴィノック『ナショナリズム・反ユダヤ主義・ファシズム』（藤原書店, 1995年）
- ラウル・ジラルデ『現代世界とさまざまなナショナリズム』（晃洋書房, 2004年）